# Bogdan, Rahău
Bogdan (în ucraineană Богдан, Bohdan) este localitatea de reședință a comunei Bogdan din raionul Rahău, regiunea Transcarpatia, Ucraina.

## Demografie
Componența lingvistică a localității Bogdan
     Ucraineană (97,03%)
     Maghiară (2,29%)
     Alte limbi (0,66%)
Conform recensământului din 2001, majoritatea populației localității Bogdan era vorbitoare de ucraineană (97,03%), existând în minoritate și vorbitori de maghiară (2,29%).